# Codex Calixtinus
On désigne sous le nom de Liber Sancti Jacobi ou Livre de Saint Jacques, les textes réunis dans le manuscrit appelé Codex Calixtinus. 
Ce pseudépigraphe, attribué au pape Calixte II, est une compilation d'un ensemble de textes liturgiques, historiques et hagiographiques dont les rédactions successives s'échelonnent sur deux ou trois siècles. On s'accorde à dater ce manuscrit enluminé du milieu du XIIe siècle. Conservé dans la cathédrale de Saint-Jacques-de-Compostelle, il est établi à la gloire de saint Jacques le Majeur pour servir à la promotion de Compostelle et exhorter les chevaliers chrétiens à la Reconquista de la péninsule ibérique sur les Maures.

## Histoire
Pour donner plus de crédit à leur ouvrage, ses auteurs composent une lettre fictive, dite « apocryphe », soi-disant « signée » de Calixte II, alors qu'il est déjà mort (né vers 1060 - élu pape en 1119 – mort en 1124), et la place en tête de ce recueil consacré à la gloire de saint Jacques. C'est pourquoi celui-ci est parfois désigné sous le nom de Codex Calixtinus.
Le premier exemplaire connu est celui de Compostelle vers 1150. C'est l'un des deux exemplaires précieusement conservés aux archives de la cathédrale de Saint-Jacques-de-Compostelle ; l'autre, dit de Ripoll, est conservé à Barcelone.
L'Église de Rome, la première, accueille avec empressement ce livre ; on le trouve écrit dans bien des endroits, à savoir : à Rome, dans les parages de Jérusalem, en France, en Italie, en Allemagne, en Frise et principalement à Cluny.
Le guide, qui est le dernier Livre du Codex Calixtinus est publié en latin pour la première fois dans sa totalité en 1882 par le père Fidel Fita, titulaire de l'Académie royale de Madrid, avec le concours de Julien Vinson, professeur de langue orientale vivante. Il ne comporte pas le titre de guide, qui n'existe pas dans le manuscrit. Ce titre n'est donné qu'en 1938 lors de la traduction en français de ce dernier Livre par Jeanne Vielliard.
Bien qu'il n'en représente qu'un dixième environ, ce guide est souvent confondu avec l'ensemble de l'ouvrage qui n'a été traduit dans son intégralité qu'en 2003 par Bernard Gicquel.
Ce manuscrit est conservé à la cathédrale de Saint-Jacques-de-Compostelle jusqu'à ce qu'il y soit dérobé en juillet 2011. Il est retrouvé le 4 juillet 2012 dans un garage à proximité de Saint-Jacques-de-Compostelle après l'arrestation d'un ancien employé de l'église et de trois autres personnes.

## Composition

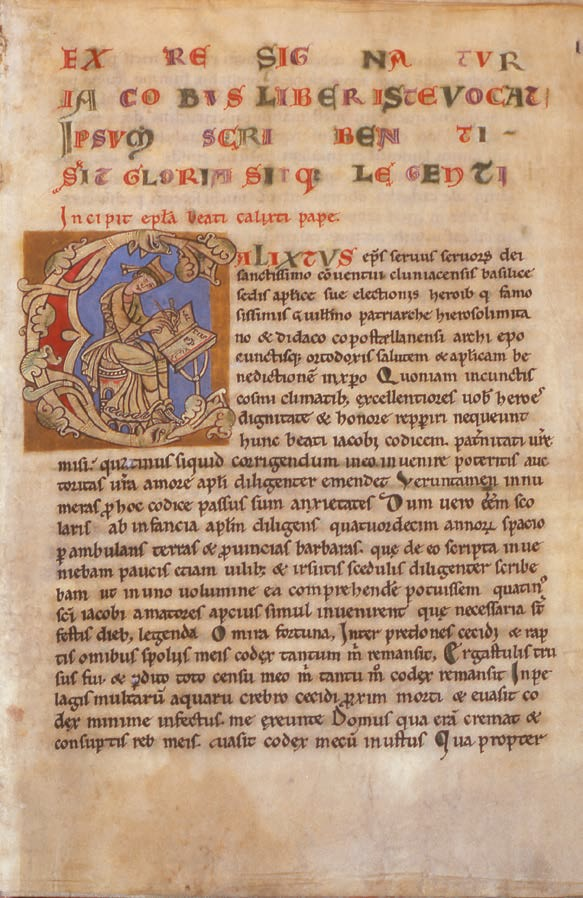
Codex Calixtinus

Le Codex Calixtinus comprend cinq Livres.
Il est composé de 225 folios recto-verso de 295 × 214 mm, mais on a rogné les feuillets trop grands lors de sa restauration en 1966, sur une colonne de 34 lignes par page (sauf exceptions) dont l'auteur principal est surnommé le Scriptor I (littéralement, Rédacteur 1). On avait arraché le livre IV en 1609 (par accident ou par vol ?) et il y a été réintégré pour l'occasion.
La Lettre du pape Calixte II, qui ouvre le livre, occupe le recto et le verso des deux premiers folios. L'auteur, qui se dit être le pape Calixte II, raconte comment il collecta de nombreux témoignages au sujet des bienfaits de saint Jacques, « parcourant les terres et les provinces barbares pendant 14 ans ». Il explique aussi que le manuscrit résista à tous les périls possibles : incendies, noyades, etc.
La lettre est adressée « à la très sainte assemblée de la basilique de Cluny » et à « Diego, archevêque de Compostelle »

### LivreI, Anthologie des pièces liturgiques
Le premier livre, Anthologia liturgica, débute au verso du deuxième folio, juste après la lettre du pape Calixte II, et s'interrompt au recto du folio 139. Il est consacré essentiellement aux homélies, aux messes et aux offices et occupe à lui seul plus de la moitié du Codex Calixtinus, ce qui marque une disproportion considérable en faveur de l'orientation liturgique et pastorale.
Ce livre est aussi destiné à la célébration des offices en l'honneur de saint Jacques à la cathédrale de Compostelle. La plupart des pièces musicales qu'il comprend reprennent des mélodies grégoriennes en y adaptant un texte à la gloire de l'apôtre. Le grand intérêt musical de ce manuscrit réside dans la vingtaine de pièces polyphoniques qu'il contient en annexe, pièces parmi les premières à être notées, qui témoignent du haut niveau vocal des chantres-choristes et de leur pratique d'un contrepoint subtil.
On y trouve la toute première notation d'une pièce à trois voix, le conduit « Congaudeant catholici » (« Que les catholiques se réjouissent »), signé par Maître Albert de Paris (Magister Albertus parisiensis, chantre à Notre-Dame de Paris). Cet exemple est unique et l'écriture en est encore assez simple.
L'ensemble de ce manuscrit a une valeur exemplaire, manière, sans doute, de faire autorité pour imposer le rituel grégorien en Espagne, où avait cours jusqu'alors la liturgie mozarabe.
Sur le plan musical le Codex est une compilation des meilleures pièces existant au XIIe siècle dans la période précédant celle appelée « Ars Antiqua ». Il témoigne de l'esprit de fête d'une époque et d'un lieu où le sacré stimulait la mémoire et l'inspiration créatrice.
La plupart des « auteurs » sont français, soit bien antérieurs (Venance Fortunat, évêque de Poitiers (vers 530-600), Fulbert de Chartres, XIe siècle) soit contemporains du manuscrit et souvent révélés par lui. Dans les parties polyphoniques cependant, les attributions semblent musicalement cohérentes.
Les « auteurs » sont pour la plupart évêques ou « magister musicæ » (maître de musique) de cathédrales situées sur la route des grandes foires, de Troyes à Vézelay en passant par Nevers et Bourges. Indice remarquable pour l'identification du manuscrit : l'écriture musicale serait celle de Nevers. Quoi qu'il en soit cette copie aurait été faite pour l'usage de Saint-Jacques-de-Compostelle probablement sous l'influence d'un prêtre de Saint-Jacques d'Asquins (sous Vézelay), Olivier, et d'Aimery Picaud à qui est attribué le Guide du Pèlerin.
Il a été prouvé que les polyphonies, copiées après les autres livres, étaient cependant prévues dès le début dans l'organisation du Codex. Musicalement et rituellement, elles sont en relation directe avec le Livre I, Sermons et offices en l'honneur de saint Jacques, à l'intérieur desquels elles étaient insérées pour solenniser les festivités. Elles révèlent un très haut niveau de technique vocale et, déjà, une indéniable perfection contrapuntique. Plusieurs ont probablement été composées directement pour être mises en polyphonie par mouvement contraire, sans cantus firmus, à la manière de certains conduits. Dans chacune, des formules mélodiques sont agencées de façons variées, donnant son autonomie à chaque pièce.
Ce sont des hymnes, des répons, des offices de nuit, des parties de la messe et, surtout, des Benedicamus Domino, tropés ou non. Les polyphonies dont le cantus firmus se trouve au Livre I doivent être interprétées autour de cet élément monodique essentiel, qu'elles enchâssent, puisque tout s'ordonne autour de lui.
Cette musique démontre à quel point les harmoniques naturelles des voix graves ont donné naissance aux accords et à leur enchaînement, générant bien plus tard l'harmonie, devenue une des bases de toute la musique occidentale.
Le Codex Calixtinus est un ouvrage écrit à la gloire de Compostelle. Il n'est pas destiné aux pèlerins. Ainsi, il ne mentionne rien du répertoire des pèlerins eux-mêmes, si ce n'est la devise : « E Ultreya, e suseya, Deus aia nos » (Plus oultre !…)

### LivreII,De miraculis sancti Jacobi
Il s'étend du verso du folio 139 au verso du folio 155 ; il est l'avant-dernier dans l'ordre de grandeur. Il comporte lui aussi un prologue (appelé « argument ») de Calixte et une table des matières. Ce deuxième Livre du Livre de saint Jacques est consacré aux miracles. L'hymne Ad honorem Regis summi conservée dans la version préalable du Livre de saint Jacques qu'est le Livre des Miracles de saint Jacques du pape Calixte, fournit un sommaire de vingt-deux miracles qui sont à la base de cette compilation en même temps que l'attribution de ceux-ci à Aimeric Picaud, prêtre de Parthenay, où existait un Hôtel-Dieu Sainte-Madeleine, qui était un prieuré de chanoines de saint-Augustin. Il est très semblable par son contenu aux recueils qui se répandent tout au long des XIe et XIIe siècles.

#### Les miracles
- Le texte relatant le péché d'un pèlerin italien, posé sur l'autel de l'apôtre, à Compostelle est effacé. Sous l'épiscopat de Théodomir.
- L'apôtre libère vingt chrétiens retenus prisonniers à Saragosse par les Sarrasins, deuxième moitié du XIe siècle.
- Pons de Saint-Gilles (1037-1060) comte de Toulouse, se voit ouvrir les portes de l'église par l'apôtre à Compostelle.
- L'apôtre Jacques apparaît en soldat étincelant à un évêque grec et lui annonce la prise de Coimbra en 1064.
- L'apôtre emporte la dépouille d'un pèlerin décédé au port de Cize, à Compostelle, en 1080. Ce miracle est décrit dans l'étape du col de Roncevaux.
- L'apôtre prête son âne à un pèlerin de Poitiers dépouillé par un aubergiste, en 1100. Cette légende est décrite dans l'étape de Pampelune.
- Le pendu-dépendu en 1100. Mentionné lors de l'étape de Santo Domingo de la Calzada, on apprend ainsi comment un poulet rôti, prêt à être mangé, témoigne pour sauver un pendu.
- Un Barcelonais fait treize fois prisonnier est à chaque fois libéré par l'apôtre, en 1100.
- Un marin attaqué par des sarrasins et tombé dans les flots avec son armure, est repêché à la surface par l'apôtre, en 1101.
- Un prélat est sauvé d'un naufrage, en 1102.
- Un chevalier, d'abord guéri par l'apôtre, échappe à un naufrage, en 1102.
- Un pèlerin, tombé à la mer, est soutenu par l'apôtre pendant trois jours jusqu'au port, en 1104.
- Un prisonnier s'évade, en sautant sans dommage, du haut de la tour de soixante mètres où il était retenu prisonnier, en 1105.
- Le goitre d'un chevalier se résorbe au contact de la coquille ramenée par un pèlerin, en 1106.
- Un marchand volé et emprisonné par son protecteur, est libéré, en 1107.
- Un enfant de pèlerin est ressuscité dans les monts de Oca, en 1108. Ce miracle est décrit dans l'étape de Villafranca Montes de Oca.
- Un chevalier en fuite échappe à une mort certaine, en 1110.
- Un chevalier, mal engagé dans une bagarre avec ses pairs, est tiré de ce mauvais pas par l'apôtre, en 1135.
- Un chevalier, qui a porté sur le chemin le sac d'une femme et prêté sa monture à un mendiant, est libéré de l'enfer pour s'être montré vrai pèlerin.
- Un jeune homme, qui a commis le péché de chair avant de partir en pèlerinage, convaincu par le Malin de se castrer et de se suicider, est ressuscité par l'apôtre.
- L'épée d'un comte ne peut trancher la gorge de son vassal qui a imploré l'intercession de l'apôtre.
- Un paralytique est guéri dans la cathédrale de Compostelle.

### LivreIII, le Livre de la Translation
Le troisième livre, Liber de translatione corporis sancti Jacobi ad Compostellam, s'étend du folio 156 au verso du folio 162. Il est le plus petit, quatre chapitres, et débute également par un prologue et un sommaire. Il développe les informations légendaires sur la translation merveilleuse de saint Jacques, qui racontent son transfert, de Jérusalem, le lieu de son supplice, à Compostelle, où il trouve sa dernière demeure. Elles figurent déjà dans l'hymne Ad honorem Regis summi rapportée sous le nom d'Aimeric Picaud.
Jésus avait demandé à tous ses apôtres d'aller témoigner par le monde.
Jacques le Majeur serait donc allé les quelques années qui ont précédé l'an 44 évangéliser les Espagnols. Il aurait débarqué en Bétique, l'actuelle Andalousie, traversé la péninsule et allé jusqu'au bout de la terre, le Finistère en Galice. Sans doute avec Théodore et Athanase.
Après son martyre en 44, ils dérobèrent le corps et l'embarquèrent. Guidé par un ange, l'esquif franchit les colonnes d'Hercule, se dirige jusqu'aux côtes galiciennes et vient mouiller au fond de la ria de Arosa.
À peine le corps du saint est-il déposé sur le rivage que la pierre qui le reçoit, le « perron », se façonne en sarcophage. Le nom de Padrón donné à l'antique Iria Flavia dérive de cette pierre vénérable, petronus, échouée sur la grève.

### LivreIV, L'Historia Karoli Magni et Rotholandi
Ce livre, bien plus petit que le premier, est néanmoins le deuxième du Codex en taille ; il va du folio 163 au folio 191 et comporte vingt-six chapitres.
Cette histoire de Charlemagne et de la Chanson de Roland, placée sous le nom de l'évêque Tilpin (ou Turpin), proche parent de Charlemagne, a longtemps été considérée comme véridique et a fait partie des Grandes Chroniques de France. Ce n'est qu'à la fin du XVIIIe siècle qu'il a été démontré qu'elle est un faux. Les historiens l'ont alors appelée Pseudo-Turpin, reconnaissant qu'elle est un récit légendaire de la vie de Charlemagne et de Roland.
Probablement rédigée dans la première moitié du XIIe siècle, cette histoire légendaire des expéditions de Charlemagne outre Pyrénées jusqu'à sa mort, écrite en prose, à la gloire de l'empereur, de saint Jacques et du pèlerinage compostellan, est largement diffusée au Moyen Âge. Elle a contribué, beaucoup plus que le pèlerinage lui-même, à la renommée de Compostelle.
Suivant un procédé relativement fréquent à l'époque médiévale, son auteur, un clerc anonyme, sans doute d'origine française, attribue la paternité de son texte à Turpin, ancien moine et trésorier de Saint-Denis devenu archevêque de Reims (748-794), celui-là même dont le personnage romancé, dans la Chanson de Roland, figure parmi les douze pairs de Charlemagne.
Le chapitre liminaire de l'œuvre fait de Charlemagne l'acteur principal de la découverte du tombeau de Jacques le Majeur, l'apôtre en personne lui donnant pour mission de libérer son pays et le chemin qui mène à son sépulcre, afin de promouvoir son pèlerinage.
Dès le IXe siècle, tandis que les princes des petits États pyrénéens commençaient à reconquérir le nord de l'Espagne sur les Maures, naissait une tradition se référant à un rêve, réminiscence de la Rome antique, le regret latent de l'empire carolingien d'Occident.

#### Extrait
« Un soir qu'il contemple le ciel de la fenêtre de son palais, l'Empereur à la barbe fleurie est intrigué à la vue des myriades d'étoiles qui composent ce qu'on nomme la Voie Lactée. En vain interroge-t-il les clercs de son entourage.
Dans la nuit l'apôtre du Christ, évangélisateur de l'Espagne, lui apparaît. Il lui révèle que ce « chemin d'étoiles » qui sillonne le ciel conduit à son tombeau abandonné aux mains des Sarrasins. Il lui enjoint de délivrer la Voie, alors occupée par les musulmans, qui conduit jusqu'à Compostelle où, peu après l'an 800, l'évêque Théodomir avait reconnu son corps martyrisé à Jérusalem en l'an 44.
- Mais comment trouverai-je ce chemin qui conduit à ton tombeau ? S'enquiert l'empereur.
- Tu n'as qu'à suivre le chemin des Étoiles.

Et, nous dit le Livre de saint Jacques : « Aussitôt, il aperçut dans le ciel comme un chemin d'étoiles, issant de la mer de Frise et tendant entre Germanie et Italie, entre Gaule et Aquitaine, tout droit à travers Gascogne et Espagne jusqu'à la Galice où le corps du bienheureux Jacques gisait, alors encore inconnu. »
Charlemagne guerroie jusqu'au « perron de Saint-Jacques » et là plante sa lance dans l'Océan. Ainsi fraya-t-il la voie aux futurs pèlerins.

#### Imaginaire
Ainsi, sur le chemin du pèlerinage, plusieurs sites se trouvent plongés dans l'univers épique de la geste carolingienne. Dans son Guide, Aimery Picaud ne manque pas de s'y arrêter : à Blaye repose Roland, à Belin dans les Landes girondines, les preux Olivier, Ogier, Garin d'Anséune, et d'autres encore ; viennent les hauteurs du Portus Cisere, sur lesquelles se dressent la croix de Charlemagne, puis Roncevaux et la chapelle de Roland ; les prés de Sahagún enfin, lieu du miracle des lances fleuries.

### LivreV, Le Guide du Pèlerin de Saint-Jacques-de-Compostelle
Souvent confondu avec l'ensemble, ce Livre en est le plus petit en taille. Il s'étend du folio 192 au folio 213, il comporte onze chapitres. Il ne comporte pas de titre dans le manuscrit mais concerne à première lecture le pèlerinage à Saint-Jacques. La dénomination Le Guide du Pèlerin de Saint-Jacques-de-Compostelle provient de la traduction par Jeanne Vielliard, en 1938.
C'est celui qui a suscité le plus de fantasmes. La première et la plus fréquente a été de l'attribuer lui aussi sans aucune preuve à Aimery Picaud. Presque aussi fréquent, et développé à loisir, est l'anachronisme qui consiste à faire croire que ce guide du pèlerinage, connu seulement depuis 1884 et répandu par sa traduction française parue pour la première fois en 1938, a été largement diffusé au Moyen Âge, alors qu'il n'en est rien. L'ignorance généralisée de ce texte est établie par deux ordres de faits concordants : le premier est qu'il existe seulement sous la forme que nous lui connaissons aujourd'hui dans le Codex Calixtinus, qui jusqu'à la fin du dix-neuvième siècle n'est pratiquement pas sorti des archives de la cathédrale de Compostelle, le second est qu'aucun récit ni itinéraire de pèlerins des siècles ultérieurs ne le mentionne ni même ne se conforme à l'itinéraire qu'il propose. La troisième erreur commise à son propos et induite par le titre qui lui a été accolé de « guide du pèlerin », consiste à croire qu'il indique des chemins de Saint-Jacques sur un mode prescriptif, alors qu'il ouvre seulement des possibilités.
Cette présentation des chemins de Saint-Jacques émane des chanoines réguliers de saint Augustin à qui a été confiée en 1132 la direction de l'hôpital de Roncevaux. C'est là le fait déterminant d'où découle entre autres la mention de la sépulture de Roland à Blaye, dans la collégiale Saint-Romain ainsi que le dépôt de son cor à Saint-Seurin, tous établissements gérés eux aussi par des chanoines de saint Augustin. Toutefois la présentation des divers sanctuaires de la route ne passe pas sous silence ceux qui sont des abbayes clunisiennes, en particulier Vézelay et Saint-Gilles, elle manifeste donc un équilibre sensible entre les deux ordres religieux.

#### Il comprend onze chapitres
- Chapitre premier - Les chemins de Saint-Jacques
- Chapitre II - Les étapes du chemin de Saint-Jacques
- Chapitre III - Noms des villes et bourgs sur ce chemin
- Chapitre IV - Les trois bonnes demeures de ce monde
- Chapitre V - Noms des routiers de Saint Jacques
- Chapitre VI - Eaux mauvaises et bonnes sur le chemin
- Chapitre VII - Caractéristiques des pays et des gens sur cette route
- Chapitre VIII - Corps saints à visiter sur la route et passion de saint Eutrope
- Chapitre IX - Caractéristiques de la ville et de l'église de Saint-Jacques
- Chapitre X - Attribution des offrandes de l'autel de Saint-Jacques
- Chapitre XI - Du bon accueil à faire aux pèlerins de Saint-Jacques

##### Extrait
Incipit Liber IIIIus Sancti Jacobi Apostoli Ici commence le Ve Livre de l'Apôtre Saint Jacques
Argumentum beati Calixti pape Argument du Bienheureux pape Calixte
Si veritas a perito lectore nostris voluminibus requiratur, in hujus codicis serie, amputato esitationis scrupulo, secure intelligatur. Que enim in eo scribuntur, multi adhuc viventes vera esse testantur.
Si le lecteur instruit recherche la vérité dans nos ouvrages, qu'il aborde ce livre sans hésitation ni scrupule, il est assuré de l'y trouver, car le témoignage de bien des gens encore vivants atteste que ce qui y est écrit est vrai.
« Il y a quatre routes qui, menant à Saint-Jacques, se réunissent en une seule à Puente la Reina, en territoire espagnol ; l'une passe par Saint-Gilles du Gard, Montpellier, Toulouse et le Somport ; une autre par Notre-Dame du Puy, Sainte-Foy de Conques et Saint-Pierre de Moissac ; une autre traverse Sainte-Marie-Madeleine de Vézelay, Saint-Léonard en Limousin et la ville de Périgueux ; une autre encore passe par Saint-Martin de Tours, Saint-Hilaire de Poitiers, Saint-Jean d'Angély, Saint-Eutrope de Saintes et la ville de Bordeaux.
La route qui passe par Sainte-Foy, celle qui traverse Saint-Léonard et celle qui passe par Saint-Martin se réunissent à Ostabat et après avoir franchi le col de Cize, elles rejoignent à Puente la Reina celle qui traverse le Somport ; de là un seul chemin conduit à Saint-Jacques. »
Le Livre V se termine par ce texte : 
Explicit codex quartur sancti Jacobi Apostoli. Ipsum scribenti sit gloria sitque legenti. Ici se termine le cinquième livre de l'apôtre saint Jacques. Gloire à celui qui l'a écrit, gloire aussi à qui le lit.

#### Aimery Picaud de Parthenay
S'il n'est pas l'œuvre de cet Aimery Picaud de Parthenay-le-Vieux dont il est question dans la fameuse lettre du pape Innocent II, qui recommande et authentifie le recueil ? Jeanne Vielliard a tenté d'éclairer la personnalité de celui qui traça pour la postérité les grands chemins de Saint-Jacques
L'auteur du Guide est certainement un Français – il parle à plusieurs reprises de nos gens gallica – venu de la région poitevine. Il ne tarit pas d'éloges sur le pays poitevin, « fertile, excellent et plein de toutes félicités », ni sur ses habitants, « gens vigoureux, […] bons guerriers, habiles au maniement des arcs, des flèches et des lances à la guerre, courageux sur le front de bataille, très rapides à la course, élégants dans leur façon de se vêtir, beaux de visage, spirituels, très généreux, larges dans l'hospitalité. »
C'était un pèlerin plein de dévotion à l'apôtre saint Jacques, qui voulait faire partager son enthousiasme aux fidèles et les aider de son expérience. Il porte un regard parfois acerbe sur les pays traversés, les coutumes et les parler de leurs habitants.

### Postérité
« Tout vient du Guide » : ces mots de René de La Coste-Messelière, promoteur des chemins de Compostelle en France et en Europe, montrent l'importance prise par ce dernier Livre. Depuis la fin du XIXe siècle, il passe pour une sorte de Guide Bleu avant la lettre, pour avoir été traduit sous le titre de Guide du pèlerin. Ce Guide a été à la base de la naissance du « chemin du Puy » dont on sait le succès. Il a servi d'argumentaire pour l'inscription des chemins de Compostelle en France au patrimoine mondial.
En réalité il n'a pas été écrit pour servir le pèlerinage. Les quatre chemins proposés par ce Guide du pèlerin avaient un but politique : le roi de Castille Alphonse VII attirait dans sa mouvance les grands seigneurs d'une Aquitaine allant de l'Atlantique au Rhône et des Pyrénées à la Loire. Aux limites de ces régions dont il se voulait l'Empereur, quatre grands sanctuaires de pèlerinage, Tours, Vézelay, Le Puy, Arles. Cette ambition n'a pas eu de suite, d'où l'oubli du Guide dans les archives de la Cathédrale jusqu'à ce qu'il en sorte en 1882 alors que Compostelle sombrait.

## Traduction en français
Il n'existe qu'une seule traduction intégrale en français de ce manuscrit[réf. souhaitée]. Elle a été établie par Bernard Gicquel, à l'initiative de la Fondation David Parou Saint-Jacques. Elle a été publiée en 2003 par les éditions Tallandier sous le titre La légende de Compostelle, le Livre de Jacques  (ISBN 2-84734-029-7). La traduction est précédée d'une importante analyse critique (200 pages écrites par l'auteur) et suivie d'une postface sur l'histoire de ce manuscrit écrite par Denise Péricard-Méa.